# Crazy for You (песня Мадонны)
«Crazy for You» (с англ. — «Без ума от тебя») — песня американской певицы Мадонны из кинофильма 1985 года «Зрительный поиск». Вошла в альбом с саундтреком к нему, а также была издана отдельным синглом. Песня открыла для Мадонны новое музыкальное направление, так как ранее она не выпускала балладу в качестве сингла. Композиция получил положительный отклик от музыкальных критиков и принесла Мадонне её первую номинацию на премию Грэмми в категории Лучшее женское поп-вокальное исполнение. Песня стала вторым синглом Мадонны, занявшим 1-е место в американском чарте Billboard Hot 100 и достигла вершины чартов Австралии и Канады. Она также заняла 2-е место в Ирландии, Новой Зеландии и Великобритании.

## История
Песня была написана Джоном Беттисом и Джоном Линдом. Она была выпущена в качестве первого сингла с саундтрека к фильму «Зрительный поиск», драме о взрослении старшеклассника-рестлера, сыгранного Мэтью Модином. Продюсеры фильма Джон Питерс и Питер Губер, а также музыкальный директор Фил Реймон знали о существовании тогда ещё неизвестной Мадонны, которая только что подписала контракт с лейблом Sire Records. Реймон пригласил её на ужин в свой дом, где она показала несколько своих музыкальных клипов. Реймон и другие руководители Warner, присутствовавшие там, были впечатлены самообладанием Мадонны и решили проверить её голос в нью-йоркской студии. Питерс назначил Джоэла Силла, ответственного за музыку в Warner Bros.

## Критика
Кит Колфилд из Billboard сказал, что «Crazy for You» ― это идеальная песня для медленного танца. Биограф Рэнди Тараборрелли охарактеризовал песню как дерзкую и отметил, что эта песня является доказательством того, что Мадонна была вокально способна спеть балладу. Автор Эндрю Мортон считал, что эта песня закрепила Мадонну как талантливую и серьёзную певицу.
Песня была номинирована на премию Грэмми за лучшее женское поп-вокальное исполнение в 1986 году. Песня заняла 38-е место в списке «100 величайших песен о любви» канала VH1. Во время специального выпуска выяснилось, что «Crazy for You» была записана за один дубль. В 2003 году поклонникам Мадонны было предложено проголосовать за свой любимый сингл певицы. В итоге песне было отведено 11-е место.

## Трек-лист
| - US 7" single 1. "Crazy for You" – 4:04 2. "No More Words" (Berlin) – 3:54 - US 7" promo single 1. "Crazy for You" – 4:04 2. "Gambler" – 3:54 - Dutch 12" single 1. "Crazy for You" – 4:04 2. "I'll Fall in Love Again" (Sammy Hagar) – 4:11 3. "Only the Young" (Journey) – 4:01 | - UK 7" single (1985) 1. "Crazy for You" – 4:00 2. "I'll Fall in Love Again" (Sammy Hagar) – 4:11 - UK 7" single/cassette single (1991) 1. "Crazy for You" (Remix) – 3:45 2. "Keep It Together" (Shep Pettibone Single Remix) – 4:30 - UK 12" single/CD maxi-single (1991) 1. "Crazy for You" (Remix) – 3:45 2. "Keep It Together" (Shep Pettibone Remix) – 7:45 3. "Into the Groove" (Shep Pettibone Remix) – 8:06 |

## Чарты
| Чарт (1985)                            | Высшая позиция |
| -------------------------------------- | -------------- |
| Australia (Kent Music Report)          | 1              |
| Австрия (Ö3 Austria Top 40)            | 23             |
| Бельгия/Фландрия (Ultratop 50)         | 13             |
| Canada Top Singles (The Record)        | 4              |
| Канада (RPM Top Singles)               | 1              |
| Canada Adult Contemporary (RPM)        | 2              |
| Eurochart Hot 100 (Eurotipsheet)       | 6              |
| European Airplay Top 50 (Eurotipsheet) | 10             |
| Франция (SNEP)                         | 47             |
| Германия (GfK)                         | 26             |
| Iceland (RÚV)                          | 10             |
| Ирландия (IRMA)                        | 2              |
| Japan International (Oricon)           | 4              |
| Нидерланды (Dutch Top 40)              | 9              |
| Нидерланды (Single Top 100)            | 11             |
| Новая Зеландия (Recorded Music NZ)     | 2              |
| South Africa (Springbok Radio)         | 7              |
| Spain (PROMUSICAE)                     | 17             |
| Швеция (Sverigetopplistan)             | 13             |
| Швейцария (Schweizer Hitparade)        | 16             |
| Великобритания (OCC UK Singles)        | 2              |
| UK Top Singles (Melody Maker)          | 1              |
| США (Billboard Hot 100)                | 1              |
| US Cashbox Top 100                     | 2              |
| США (Billboard Adult Contemporary)     | 2              |
| США (Billboard Hot R&B/Hip-Hop Songs)  | 80             |

| Чарт (1985)                     | Позиция |
| ------------------------------- | ------- |
| Australia (Kent Music Report)   | 3       |
| Canada Top Singles (RPM)        | 7       |
| Netherlands (Dutch Top 40)      | 89      |
| Netherlands (Single Top 100)    | 58      |
| New Zealand (Recorded Music NZ) | 3       |
| UK Singles (OCC)                | 16      |
| US Billboard Hot 100            | 9       |
| US Cashbox Top 100 Singles      | 9       |

| Чарт (1991)      | Позиция |
| ---------------- | ------- |
| UK Singles (OCC) | 46      |

| Чарт (1958–2018)             | Позиция |
| ---------------------------- | ------- |
| US Billboard Hot 100         | 282     |
| US Billboard Hot 100 (Women) | 88      |

## Сертификации
| Регион | Сертификация | Продажи   |
| --- | ------------ | --------- |
| Япония | —            | 46,300    |
| Великобритания (BPI) | Золотой      | 782,000   |
| США (RIAA) | Золотой      | 2,000,000 |
| Digital |              |           |
| США | —            | 211,000   |
| * Данные о продажах приведены только на основе сертификации. ^ Данные о тиражах приведены только на основе сертификации. |              |           |